# Wilson (condado de Sheboygan, Wisconsin)
Wilson es un pueblo ubicado en el condado de Sheboygan en el estado estadounidense de Wisconsin. En el Censo de 2010 tenía una población de 3330 habitantes y una densidad poblacional de 56,27 personas por km².

## Geografía
Wilson se encuentra ubicado en las coordenadas 43°40′16″N 87°45′36″O / 43.67111, -87.76000. Según la Oficina del Censo de los Estados Unidos, Wilson tiene una superficie total de 59.18 km², de la cual 58.79 km² corresponden a tierra firme y (0.65%) 0.39 km² es agua.

## Demografía
Según el censo de 2010, había 3330 personas residiendo en Wilson. La densidad de población era de 56,27 hab./km². De los 3330 habitantes, Wilson estaba compuesto por el 94.14% blancos, el 0.36% eran afroamericanos, el 0.33% eran amerindios, el 2.91% eran asiáticos, el 0% eran isleños del Pacífico, el 1.59% eran de otras razas y el 0.66% pertenecían a dos o más razas. Del total de la población el 2.64% eran hispanos o latinos de cualquier raza.